# Göran Steen
Göran August Steen, född 14 april 1922 i Österlövsta församling i Uppsala län, död 17 april 2020 i Danderyds distrikt, var en svensk jurist och generaldirektör.
Göran Steen var hovrättslagman när han 1978 förordnades som generaldirektör för den nybildade myndigheten Statens Haverikommission. Han innehade detta ämbete fram till sin pensionering den 30 juni 1987.
Steen anlitades efter sin pensionering för olika utredningsuppdrag, bland annat för att granska SKI:s handläggning av den så kallade silhändelsen 1992 i Barsebäck. Han gjorde också insatser för att utreda Estoniakatastrofen. 
Han belönades 1988 med plakett från USA:s transportsäkerhetsmyndighet. Steen var den tredje icke-amerikanen som tilldelats denna utmärkelse.